# 周新武
周新武（1916年—2000年4月4日），原名晓乐，又名德成，笔名耶菲、李朴等，男，河南息县人，中国政治人物、传媒工作者，曾任上海人民广播电台台长、北京广播学院院长。

## 生平
1935年加入中国共青团。1936年加入中国共产党。历任中共豫东南特委委员、青年工作部部长兼息县县委书记、皖中地委书记、皖鄂赣边区委宣传部部长、新四军第七师政治部宣教部部长、中共中央华东局宣传部宣传科科长、华东新华广播电台管理委员会主任、上海市军事管制委员会新闻出版处处长、华东新闻出版局副局长、局长、华东人民广播电台、上海人民广播电台台长、中央广播事业局副局长、北京广播学院院长。